# Grania antarctica
Grania antarctica är en ringmaskart som beskrevs av Rota och Erséus 1996. Grania antarctica ingår i släktet Grania och familjen småringmaskar. Inga underarter finns listade i Catalogue of Life.